# 지구 동기 궤도

지구 동기 궤도를 따라 공전하는 위성을 묘사한 애니메이션. (축척은 맞지 않음)

지구 동기 궤도(Geosynchronous Orbit)는 그 주기가 지구의 자전축에 대한 회전 주기, 즉 1 항성일과 같은 궤도이다. 궤도 주기와 지구의 회전 주기가 일치한다는 것은 지표면의 관측자가 지구 동기 궤도를 따라 공전하는 물체를 관측하고 정확히 1 항성일 뒤에 그 지점에서 물체를 다시 관측할 수 있다는 뜻이다. 여러 날에 거쳐 관측하면 같은 시각에 관측한 물체의 위치는 8자 모양을 그리는데, 이 모양을 아날렘마라 한다. 아날렘마의 정확한 모양은 궤도의 경사와 이심률에 의존한다. 원형의 지구 동기 궤도는 지표면으로부터 35,786km 떨어져 있고, 모든 지구 동기 궤도는 그 장축을 공유한다.
지구 동기 궤도의 특수한 예로는 정지 궤도가 있다. 정지 궤도는 그 궤도면이 지구의 적도면과 일치하는 지구 동기 궤도이다. 정지 궤도를 따라 공전하는 물체는 지표면의 관측자가 항상 같은 위치에서 관측할 수 있다.
통신 위성은 일반적으로 정지 궤도 또는 정지 궤도에 가까운 궤도를 따라 공전한다. 그러면 그 위성을 향한 안테나가 항상 고정되어 있어도 그 위성을 이용하여 통신할 수 있기 때문이다.

## 종류

### 정지 궤도

정지 궤도를 따라 공전하는 위성 (녹색)은 항상 지표면 위의 동일한 지점 (갈색)위에 있다.

정지 궤도는 지구 중심으로부터 42,164km 떨어져 있으며 궤도면이 지구의 적도면과 일치하는 지구 동기 궤도이다.:156 정지 궤도를 따라 공전하는 위성은 지표면으로부터 35,786km 떨어져 있게 된다. 이 궤도를 따라 공전하는 위성은 지표면에 대하여 항상 같은 위치를 유지한다. 정지 궤도를 따라 공전하는 물체를 관측하면 그 물체는 항상 같은 위치에 정지해 있는 것처럼 보인다. 즉, 다른 천체들과 같은 일주 운동이 관측되지 않는다. 이러한 궤도는 통신 위성에 유용하다.
완전히 안정적인 정지 궤도는 이론적으로만 가능하다. 실제로는 정지 궤도를 따라 공전하는 위성이라 하더라도 태양풍, 지구 중력장의 편차, 태양과 달의 중력 등의 영향으로 정지 궤도를 벗어날 수 있다.:156
추진기의 사용 없이는 정지 궤도는 궤도 경사를 가지게 된다. 이 경사는 0도에서 15도 사이를 55년 주기로 진동하게 된다. 위성의 수명이 다하여 연료가 고갈되어 가면 위성 운영자는 궤도 경사의 수정을 포기하고 궤도의 이심률만을 조정할 수 있다. 이렇게 하면 위성의 연료를 절약하여 위성의 수명을 연장할 수 있지만, 지표면에서 관측했을 때 위성이 주기적으로 남북 방향으로 움직일 것이므로 남북 방향으로 움직일 수 있는 안테나를 갖추어야만 위성을 이용할 수 있다.:156

### 타원형 또는 경사가 있는 지구 동기 궤도

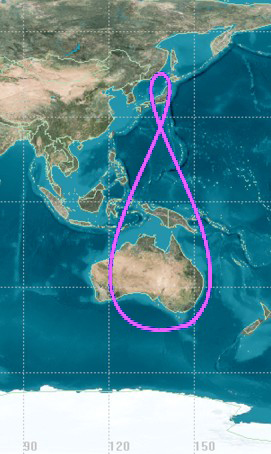
A quasi-zenith satellite orbit

많은 지구 동기 궤도는 궤도 이심률과 궤도 경사를 가진다. 이심률은 궤도가 타원형이 되게 하고 지상에서 관측하였을 때 궤도가 동서로 진동하는 것처럼 보이게 하며, 궤도 경사는 지상에서 관측하였을 때 궤도가 남북으로 진동하는 것처럼 보이게 한다.:122 타원 궤도 또는 경사가 있는 궤도를 따라 공전하는 위성은 위성을 조종할 수 있는 지상의 시설에서 추적받아야 한다.:122

#### 툰드라 궤도
툰드라 궤도는 러시아에서 운용하는 타원형의 지구 동기 궤도로서, 이 궤도를 따라 공전하는 위성은 오랜 시간을 고위도 지역에서 보내게 된다. 이 궤도의 경사는 63.4도로, 지상에서의 궤도 조정 필요성이 최소화된다. 이 궤도가 담당하는 지역에 지속적인 통신 서비스를 제공하기 위하여 최소한 두 대 이상의 위성이 필요하다. Sirius XM Satellite Radio가 이 궤도를 이용하여 미국 북부와 캐나다에 통신 서비스를 제공한다.

#### Quasi-zenith orbit
Quasi-Zenith Satellite System (QZSS)는 이심률이 0.075이고 궤도 경사가 42도인 궤도를 따라 공전하는 세 대의 위성으로 구성된 시스템이다. 각 위성은 일본 상공에서 도시 거주자들에게 통신 서비스를 제공하고 오스트레일리아 상공을 빠르게 통과한다.

## 발사
지구 동기 궤도를 따라 공전하는 위성은 적도의 회전 속도와 일치하도록 동쪽으로 순행 운동 하게끔 발사된다. 위성이 발사되어 궤도의 수정 없이 가질 수 있는 최소의 궤도 경사는 발사 장소의 위도이므로 적도와 가까운 곳에서 위성을 발사하는 것은 향후 필요할 궤도 경사 수정의 양을 제한하는 효과가 있다. 추가적으로, 위성을 발사하면 발사 장소의 자전 속력만큼의 속력이 위성에 추가적으로 붙으므로 적도와 가까운 곳에서 위성을 발사하면 위성이 더 큰 추가 속력을 가지고 궤도에 진입하게 된다. 발사 장소는 동쪽에 수면 또는 사막이 있어 실패한 발사체가 주거 지역에 떨어지지 않게 해야 한다.
대부분의 발사체는 지구 동기 궤도를 따라 공전할 위성을 정지 천이 궤도에 직접적으로 올려놓는다. 정지 천이 궤도는 그 원지점은 지구 동기 궤도의 높이에 있고 근지점은 낮은 궤도이다. 이후 위성의 추진력을 이용하여 근지점을 상승시켜 궤도를 원에 가깝게 하여 지구 동기 궤도에 이른다.
어떤 정지 궤도를 따라 공전하는 물체도 그 궤도의 장축의 길이를 바꾸어 공전 주기를 1 항성일보다 짧거나 길게 하여 동쪽 또는 서쪽으로의 이동과 같은 효과를 얻고 원하는 경도에 다다르면 다시 그 공전 주기를 1 항성일로 맞출 수 있다.

## Proposed orbits

### Statite
Statite는 태양 돛을 이용하여 태양풍을 그 추진력으로 사용하는 가상의 위성이다. 이 위성은 지구의 태양 반대편 구역 중 위도 30도 정도의 지역에 있다. 이 위성은 매일 같은 시각에 지표면의 관측자가 관측할 때에 같은 지점에 있게 되므로 지구 동기 궤도를 따라 공전하는 위성과 비슷하게 작용한다.

### 우주 엘리베이터
우주 엘리베이터는 지구 동기 궤도의 발전된 형태이다. 한쪽 끝이 지구에 고정되면 정지 궤도의 고도 아래에 있는 엘리베이터의 부분은 중력만 작용할 때보다 짧은 공전 주기를 가지게 된다.

## 수명을 다한 위성

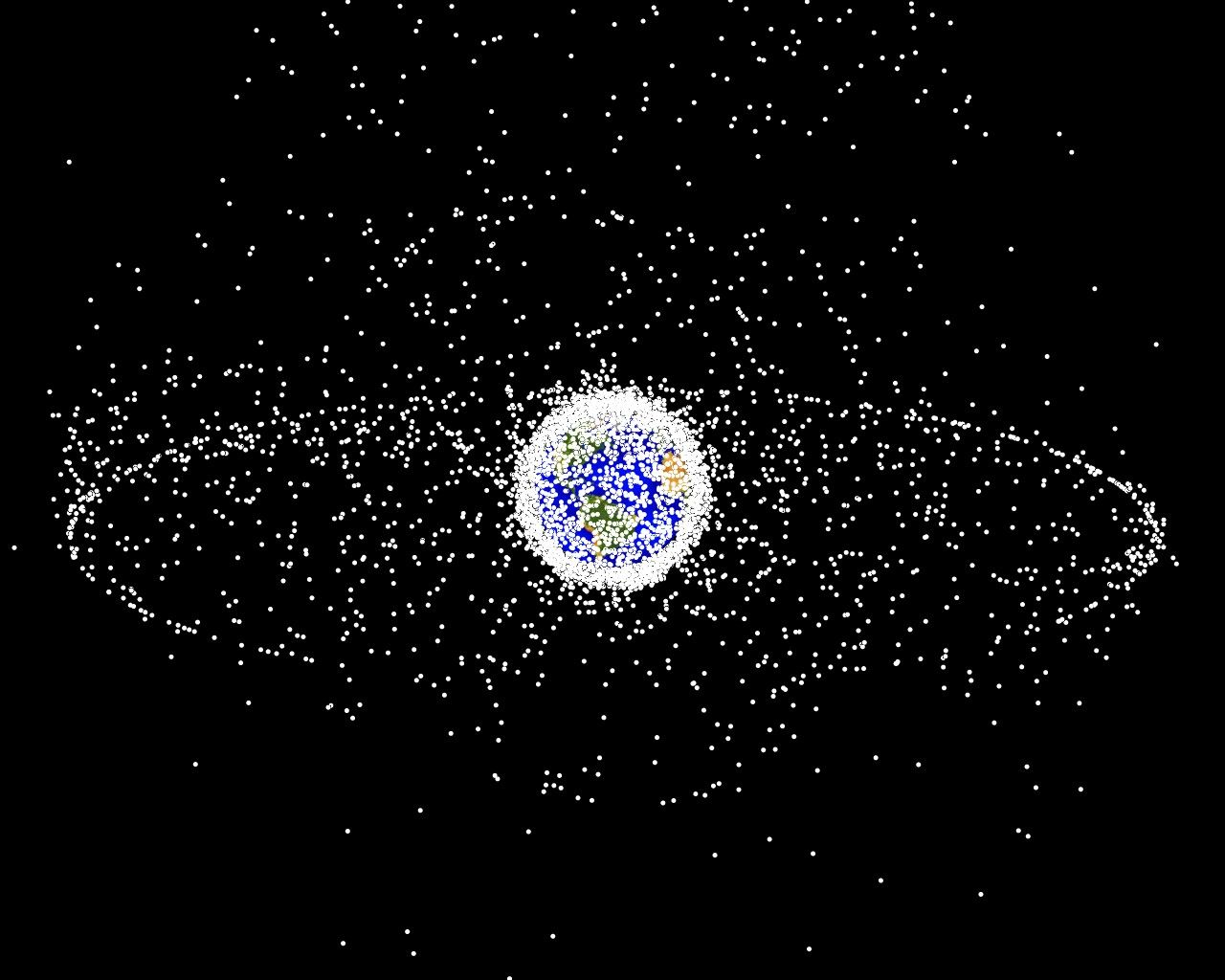
컴퓨터로 생성된 우주 쓰레기들의 모습. 지구 동기 궤도와 지구 저궤도에 각각 우주 쓰레기가 쌓여 있다.

지구 동기 궤도를 따라 공전하는 위성은 그 위치를 유지하기 위하여 어느 정도의 궤도 수정이 필요하다. 연료가 떨어지고 더 이상 쓸모없게 된 위성은 지구 동기 궤도보다 더 높은 graveyard orbit로 보내진다. 지구 동기 궤도를 따라 공전하던 위성을 아예 지구의 중력장 밖으로 보내버리는 것은 경제적이지 못하다. 위성의 사용 종료 절차에 대한 규제는 점점 강화되고 있으며 위성은 수명을 다할 때에 지구 동기 궤도보다 200km 이상 더 높아질 수 있어야 한다.

### 우주 쓰레기
지구 동기 궤도를 따라 공전하는 대부분의 물체는 같은 궤도면을 공유하므로 지구 저궤도에 있는 우주 쓰레기보다 충돌 속력이 느리다. 하지만 타원 궤도를 따라 공전하는 위성들은 충돌 속력이 초속 4km 정도까지 되게 할 수 있다. 충돌이 일어날 가능성이 작긴 하지만 지구 동기 궤도에 있는 위성이 모든 파편을 피할 수는 없다. 지름이 10cm 이하인 파편은 지구에서 관측할 수 없어서 그 위험을 평가하기가 어렵다.
위험을 줄이기 위한 노력에도 불구하고 1993년 8월 11일에 유럽우주국 통신 위성 Olympus-1이 소행성과 충돌하여 graveyard orbit로 옮겨졌다. 또한, 2006년에는 러시아의 통신 위성 Express-AM11이 미상의 물체와 충돌하여 graveyard orbit로 옮겨졌다. 2017년에는 AMC-9와 Telekom-1이 미상의 원인에 의하여 분해되었다.

## 특성
지구 동기 궤도는 다음과 같은 특징을 지닌다.
- 주기: 1436분 (1 항성일)
- 장반경: 42,164 km

### 주기
모든 지구 동기 궤도는 정확히 1 항성일의 주기를 가진다. 이는 지구 동기 궤도를 따라 공전하는 위성은 다른 궤도 요소와 상관없이 지표면의 똑같은 지점 위로 매 항성일마다 돌아온다는 것이다.:121 이 궤도의 주기 T는 다음의 공식에 의하여 궤도의 장반경에 의존한다.
{\displaystyle T=2\pi {\sqrt {a^{3} \over \mu }}}
이때
a는 궤도의 장반경
{\displaystyle \mu }는 천체의 표준 중력 변수이다.:137

### 궤도 경사
지구 동기 궤도는 어떤 경사이든 가질 수 있다. 지구 동기 궤도를 따라 공전하는 위성은 일반적으로 0도의 궤도 경사를 가진다. 이는 그 궤도가 항상 적도 상공에 있어 지표면의 관찰자 입장에서 위성의 경도가 항상 같음을 의미한다.:122
다른 흔히 알려진 지구 동기 궤도의 궤도 경사는 툰드라 궤도의 63.4도이다. 이 경사를 가지는 지구 동기 궤도의 근점 편각은 변하지 않는다.

### Ground track
특수한 정지 궤도에 있어서는 그 궤도를 따라 공전하는 위성의 Ground track이 적도상의 한 점이다. 궤도 경사 또는 이심률이 0이 아닌 일반적인 정지 궤도를 따라 공전하는 위성의 Ground track은 8자 모양이며, 매 항성일마다 제자리로 돌아온다.:122

## 같이 보기
- 정지 궤도
- 지구 저궤도
- 지구 중궤도